# Copa de Rusia 2013-14
La Copa de Rusia 2013-14, por motivos de patrocinio Pirelli — Copa de Rusia, es la 22.ª edición del torneo de fútbol por eliminatorias de Rusia desde la disolución de la Unión Soviética. La competición comenzó el 7 de julio de 2013. El campeón de la Copa gana una plaza en la ronda de play-off de la UEFA Europa League 2014-15. El CSKA Moscú es el vigente campeón del torneo.

## Primera ronda
Las eliminatorias se disputaron en jornadas de partidos los días 7, 10, 11, 12 y 16 de julio de 2013.
| Local                            | Resultado           | Visitante                        | Asistencia |
| 7 de julio                       | 7 de julio          | 7 de julio                       | 7 de julio |
| -------------------------------- | ------------------- | -------------------------------- | ---------- |
| Dagdizel Kaspiysk (3)            | 2 – 0               | Druzhba Maykop (3)               | 150        |
| MITOS Novocherkassk (3)          | 3 – 1               | SKA Rostov (3)                   | 1100       |
| Vityaz Krymsk (3)                | 2 – 1               | Biolog-Novokubansk Progress (3)  | 500        |
| Olimpia Volgograd (3)            | 2 – 4               | Energiya Volzhsky (3)            | 500        |
| 10 de julio                      |                     |                                  |            |
| Dynamo Kostroma (4)              | 1 – 1 (pr.), (3–1p) | Spartak Kostroma (3)             | 1500       |
| Tekstilshchik Ivanovo (3)        | 4 – 2               | Torpedo Vladimir (3)             | 6500       |
| Trevis & VVK San Petersburgo (4) | 0 – 1               | Rus San Petersburgo (3)          | 1000       |
| Kolomna (3)                      | 1 – 2               | Znamya Trude Orekhovo-Zuyevo (3) | 500        |
| Zenit Moscú (4)                  | 0 – 6               | Strogino Moscú (3)               | 200        |
| Tosno (3)                        | 2 – 0               | Dynamo Vologda (3)               | 500        |
| Volga Tver (3)                   | 1 – 2               | Dnepr Smolensk (3)               | 1100       |

| Local                           | Resultado             | Visitante                              | Asistencia  |
| 11 de julio                     | 11 de julio           | 11 de julio                            | 11 de julio |
| ------------------------------- | --------------------- | -------------------------------------- | ----------- |
| Zvezda Ryazan (3)               | 3 – 0                 | Spartak Tambov (3)                     | 500         |
| Khimik Novomoskovsk (4)         | 0 – 3                 | Podolye Podolsky district (3)          | 500         |
| Metallurg-Oskol Stary Oskol (3) | 1 – 2                 | Lokomotiv Liski (3)                    | 1800        |
| Dynamo Bryansk (3)              | 0 – 0 (pr.), (12–11p) | Oryol (3)                              | 7000        |
| 12 July                         |                       |                                        |             |
| Oktan Perm (3)                  | 0 – 1                 | Dynamo Kirov (3)                       | 400         |
| Spartak Yoshkar-Ola (3)         | 0 – 1                 | Rubin-2 Kazan (3)                      | 2500        |
| Lada (3)                        | 1 – 0                 | KAMAZ (3)                              | 1250        |
| Syzran-2003 (3)                 | 1 – 0                 | Nosta Novotroitsk (3)                  | 1600        |
| Chelyabinsk (3)                 | 2 – 1 (pr.)           | Tobol Tobolsk (4)                      | 1100        |
| 16 July                         |                       |                                        |             |
| Chita (3)                       | 3 – 1                 | Baikal Irkutsk (3)                     | 1500        |
| Sibir-2 Novosibirsk (3)         | 0 – 3                 | Shakhta Raspadskaya Mezhdurechensk (4) | 300         |
| Belogorsk (4)                   | 0 – 0 (pr.), (5–4p)   | Smena Komsomolsk-na-Amure (3)          | 2500        |

## Segunda ronda
Las eliminatorias se disputaron en jornadas de partidos los días 22, 26, 30 y 31 de julio de 2013.
| Local                                    | Resultado   | Visitante               | Asistencia |
| 22 July                                  | 22 July     | 22 July                 | 22 July    |
| ---------------------------------------- | ----------- | ----------------------- | ---------- |
| Tyumen (3)                               | 2 – 0       | Chelyabinsk (3)         | 1800       |
| Dynamo Kirov (3)                         | 0 – 1 (pr.) | Zenit Izhevsk (3)       | 800        |
| Rubin-2 Kazan (3)                        | 1 – 4       | Volga Ulyanovsk (3)     | 300        |
| Syzran-2003 (3)                          | 2 – 1       | Lada (3)                | 1500       |
| 26 July                                  |             |                         |            |
| Alaniya II (3)                           | 0 – 2       | Dagdizel Kaspiysk (3)   | 250        |
| Gazprom transgaz Stavropol Ryzdvyany (3) | 3 – 1       | Mashuk-KMV (3)          | 500        |
| Volgar Astrakhan (3)                     | 2 – 0       | Astrakhan (3)           | 1500       |
| Taganrog (3)                             | 0 – 2       | MITOS Novocherkassk (3) | 1500       |
| Energiya Volzhsky (3)                    | 1 – 3 (pr.) | Torpedo Armavir (3)     | 500        |
| Metallurg Vyksa (3)                      | 1 – 3       | Metallurg Lipetsk (3)   | 1000       |
| Kaluga (3)                               | 1 – 2       | Zvezda Ryazan (3)       | 1200       |
| Chernomorets (3)                         | 1 – 3 (pr.) | Vityaz Krymsk (3)       | 2500       |
| Avangard Kursk (3)                       | 2 – 0       | Dynamo Bryansk (3)      | 2400       |
| Podolye Podolsky district (3)            | 0 – 1       | Vityaz Podolsk (3)      | 800        |
| Lokomotiv Liski (3)                      | 3 – 0       | Fakel (3)               | 3000       |
| Zenit Penza (3)                          | 0 – 4       | Sokol Saratov (3)       | 2300       |

| Local                                  | Resultado    | Visitante             | Asistencia  |
| 30 de julio                            | 30 de julio  | 30 de julio           | 30 de julio |
| -------------------------------------- | ------------ | --------------------- | ----------- |
| Sakhalin Yuzhno-Sakhalinsk (3)         | 1 – 1 (2–4p) | Yakutiya Yakutsk (3)  | 3800        |
| Sibiryak Bratsk (3)                    | 0 – 1        | Chita (3)             | 2000        |
| Amur-2010 (3)                          | 0 – 1 (pr.)  | Belogorsk (4)         | 5100        |
| Shakhta Raspadskaya Mezhdurechensk (4) | 1 – 1 (2–4p) | Irtysh Omsk (3)       | 1000        |
| 31 July                                |              |                       |             |
| Rus San Petersburgo (3)                | 0 – 3        | Sever Murmansk (3)    | 500         |
| Znamya Trude Orekhovo-Zuyevo (3)       | 1 – 2        | Dolgoprudny (3)       | 1500        |
| Dnepr Smolensk (3)                     | 0 – 1        | Khimki (3)            | 1800        |
| Tekstilshchik Ivanovo (3)              | 2 – 1 (pr.)  | Dynamo Kostroma (4)   | 5500        |
| Pskov-747 Pskov (3)                    | 2 – 2 (6–7p) | Tosno (3)             | 1000        |
| Strogino Moscú (3)                     | 2 – 1 (pr.)  | Lokomotiv-2 Moscú (3) | 800         |

## Tercera ronda
Las eliminatorias se disputaron en jornadas de partidos los días 10, 11, 13, 17 y 21 de agosto de 2013.
| Local                   | Resultado      | Visitante                                | Asistencia   |
| 10 de agosto            | 10 de agosto   | 10 de agosto                             | 10 de agosto |
| ----------------------- | -------------- | ---------------------------------------- | ------------ |
| Yakutiya Yakutsk (3)    | 2 – 1          | Belogorsk (4)                            | 1200         |
| 11 de agosto            |                |                                          |              |
| Sever Murmansk (3)      | 0 – 3          | Tosno (3)                                | 1200         |
| Dolgoprudny (3)         | 2 – 1          | Strogino Moscú (3)                       | 850          |
| Khimki (3)              | 2 – 1          | Tekstilshchik Ivanovo (3)                | 900          |
| 13 de agosto            |                |                                          |              |
| Dagdizel Kaspiysk (3)   | 2 – 1          | Gazprom transgaz Stavropol Ryzdvyany (3) | 500          |
| Torpedo Armavir (3)     | 1 – 0          | Vityaz Krymsk (3)                        | 2000         |
| MITOS Novocherkassk (3) | 4 – 0          | Volgar Astrakhan (3)                     | 1300         |
| Metallurg Lipetsk (3)   | 2 – 2 (11–12p) | Sokol Saratov (3)                        | 3200         |
| Lokomotiv Liski (3)     | 0 – 1          | Avangard Kursk (3)                       | 1800         |
| Vityaz Podolsk (3)      | 1 – 2          | Zvezda Ryazan (3)                        | 1000         |
| 17 de agosto            |                |                                          |              |
| Tyumen (3)              | 0 – 0 (5–4p)   | Syzran-2003 (3)                          | 2000         |
| Zenit Izhevsk (3)       | 2 – 1          | Volga Ulyanovsk (3)                      | 2000         |
| 21 de agosto            |                |                                          |              |
| Irtysh Omsk (3)         | 1 – 0          | Chita (3)                                | 3000         |

## Cuarta ronda
Los 13 ganadores de la tercera ronda y los 19 equipos del Campeonato de Fútbol de la Liga Nacional 2013-14 entraron en esta ronda. Los partidos se disputaron el 31 de agosto y el 1 de septiembre de 2013.
| Local                   | Resultado    | Visitante                     | Asistencia   |
| 31 de agosto            | 31 de agosto | 31 de agosto                  | 31 de agosto |
| ----------------------- | ------------ | ----------------------------- | ------------ |
| Dagdizel Kaspiysk (3)   | 0 – 1        | Angusht Nazran (2)            | 200          |
| Tyumen (3)              | 1 – 1 (5–3p) | Yenisey Krasnoyarsk (2)       | 3500         |
| Spartak Nalchik (2)     | 1 – 2 (pr.)  | Alania Vladikavkaz (2)        | 1100         |
| Zenit Izhevsk (3)       | 1 – 1 (3–4p) | Mordovia Saransk (2)          | 4500         |
| Zvezda Ryazan (3)       | 2 – 1 (pr.)  | Torpedo Moscú (2)             | 3500         |
| Avangard Kursk (3)      | 1 – 2        | Khimik Dzerzhinsk (2)         | 3400         |
| 1 de septiembre         |              |                               |              |
| Yakutiya Yakutsk (3)    | 0 – 3        | SKA-Energiya Khabarovsk (2)   | 5000         |
| Khimki (3)              | 1 – 2        | Shinnik Yaroslavl (2)         | 500          |
| Irtysh Omsk (3)         | 1 – 2 (pr.)  | Luch-Energiya Vladivostok (2) | 3000         |
| Gazovik Orenburg (2)    | 1 – 0        | Sibir Novosibirsk (2)         | 3800         |
| Ufa (2)                 | 0 – 1 (pr.)  | Neftekhimik Nizhnekamsk (2)   | 2300         |
| MITOS Novocherkassk (3) | 1 – 3        | Salyut Belgorod (2)           | 1900         |
| Torpedo Armavir (3)     | 0 – 1        | Rotor Volgograd (2)           | 2500         |
| Tosno (3)               | 1 – 0 (pr.)  | Dynamo San Petersburgo (2)    | 2800         |
| Sokol Saratov (3)       | 0 – 0 (3–1p) | Arsenal Tula (2)              | 9200         |
| Dolgoprudny (3)         | 1 – 1 (3–1p) | Baltika Kaliningrad (2)       | 2300         |

## Quinta ronda
Los ganadores de la cuarta ronda y los equipos de la Liga Premier de Rusia 2013-14 entran en esta ronda. 
| 30 de octubre de 2013 | SKA-Energiya Khabarovsk (2) | 2–0 | Volga Nizhny Novgorod (1) | Estadio Lenin, Jabárovsk |  |
|                       | Karmazinenko 27', 76'       |     |                           |                          |  |

| 30 de octubre de 2013 | Luch-Energiya Vladivostok (2)                       | 4–2 | Rubin Kazan (1)                  | Estadio Dynamo, Vladivostok |  |
|                       | Dorozhkin 3', 54' · Krendelew 36' · Mogilevskiy 45' |     | Mukhametshin 15' · Karadeniz 71' |                             |  |

| 30 de octubre de 2013 | Tosno (3) | 0–0 (5-3 p.) | Ural Sverdlovsk Oblast (1) | Estadio Kirovets, Tosno |  |

| 30 de octubre de 2013 | Angusht Nazran (2) | 0–1 | Rostov (1)  | Estadio Central Rashid Aushev, Nazran |  |
|                       |                    |     | Vasilyev 5' |                                       |  |

| 30 de octubre de 2013 | Gazovik Orenburg (2) | 0–1 | Tom Tomsk (1) | Estadio Gazovik, Oremburgo |  |
|                       |                      |     | Astafyev 117' |                            |  |

| 30 de octubre de 2013 | Khimik Dzerzhinsk (2) | 1–2 | CSKA Moscú (1)                   | Estadio Khimik, Dzerzhinsk |  |
|                       | Yerkin 51' (pen.)     |     | Bazelyuk 20' · Kichin 30' (o.g.) |                            |  |

| 30 de octubre de 2013 | Tyumen (3)                         | 2–0 | Zenit San Petersburgo (1) | Estadio Geolog, Tyumen |  |
|                       | Kanayev 33' (pen.) · Serdyukov 45' |     |                           |                        |  |

| 30 de octubre de 2013 | Dolgoprudny (3) | 1–4 | Krasnodar (1)                                          | Estadio Salyut, Dolgoprudny |  |
|                       | Zvyagin 34'     |     | Isael 13' · Marchenko 17' · Gohou 56' · Pizzelli 90+1' |                             |  |

| 30 de octubre de 2013 | Salyut Belgorod (2) | 1–0 | Dynamo Moscú (1) | Estadio Salyut, Belgorod |  |
|                       | Yakovlev 10'        |     |                  |                          |  |

| 30 de octubre de 2013 | Shinnik Yaroslavl (2) | 0–1 | Spartak Moscú (1)      | Estadio Shinnik, Yaroslavl |  |
|                       |                       |     | D. Kombarov 72' (pen.) |                            |  |

| 30 de octubre de 2013 | Mordovia Saransk (2)    | 2–2 (4–3 p.) | Amkar Perm (1)              | Estadio Start, Saransk |  |
|                       | Pazin 54' · Dimidko 57' |              | Belorukov 19' · Kayumov 48' |                        |  |

| 30 de octubre de 2013 | Rotor Volgograd (2) | 0–0 (4–3 p.) | Lokomotiv Moscú (1) | Estadio Central, Volgogrado |  |

| 31 de octubre de 2013 | Zvezda Ryazan (3) | 2-2 (4-2 p.) | Kuban Krasnodar (1) | Estadio CSK, Ryazan |  |

| 31 de octubre de 2013 | Neftekhimik Nizhnekamsk (2) | 1-4 | Terek Grozny (1) | Estadio Neftekhimik, Nizhnekamsk |  |

| 31 de octubre de 2013 | Alania Vladikavkaz (2) | 1-0 | Anzhi Makhachkala (1) | Estadio Republicano Spartak, Vladikavkaz |  |

| 31 de octubre de 2013 | Sokol Saratov (3) | 1-1 (3-1 p.) | Krylia Sovetov Samara (1) | Estadio Lokomotiv, Sarátov |  |

## Octavos de final
En esta ronda entran los 16 ganadores de la ronda anterior. Los partidos se disputaron entre noviembre de 2013 y marzo de 2014.
| 2 de marzo de 2014 | CSKA Moscú (1)                 | 2–0 | Sokol Saratov (3) | Arena Khimki, Moscú                                      |                                                          |
|                    | Mário Fernandes 24' · Musa 58' |     |                   | Asistencia: 6 500 espectadores Árbitro(s): Sergei Ivanov | Asistencia: 6 500 espectadores Árbitro(s): Sergei Ivanov |

| 16 de noviembre de 2013 | Krasnodar (1)                    | 3–2 | Zvezda Ryazan (3)        | Kuban, Krasnodar                                          |                                                           |
|                         | Laborde 27', 34' · Wánderson 62' |     | Mirzov 20' · Sivayev 44' | Asistencia: 3 500 espectadores Árbitro(s): Igor Nizovtsev | Asistencia: 3 500 espectadores Árbitro(s): Igor Nizovtsev |

| 28 de noviembre de 2013 | Luch-Energiya Vladivostok (2)                     | 3–2 | SKA-Energiya Khabarovsk (2)    | Dynamo, Vladivostok                                         |                                                             |
|                         | Katsayev 46' · Romanenko 95' · Koryan 101' (pen.) |     | Slavnov 90+3' · Radchenko 104' | Asistencia: 7 100 espectadores Árbitro(s): Aleksei Nikolaev | Asistencia: 7 100 espectadores Árbitro(s): Aleksei Nikolaev |

| 2 de marzo de 2014 | Rostov (1) | 3–0 administrativo (Alania se retiró) | Alania Vladikavkaz (2) |  |  |

| 2 de marzo de 2014 | Salyut Belgorod (2) | 0–3 administrativo (Salyut se retiró) | Rotor Volgograd (2) |  |  |

| 12 de marzo de 2014 | Spartak Moscú (1) | 0–1 | Tosno (3)    | Lokomotiv, Moscú                                              |                                                               |
|                     |                   |     | Filatov 113' | Asistencia: 10 200 espectadores Árbitro(s): Aleksandr Yegorov | Asistencia: 10 200 espectadores Árbitro(s): Aleksandr Yegorov |

| 1 de marzo de 2014 | Terek Grozny (1)     | 3–2 | Mordovia Saransk (2)     | Ajmat Arena, Grozni                                      |                                                          |
|                    | Bokila 45', 67', 89' |     | Samodin 70' · Bobyor 80' | Asistencia: 17 200 espectadores Árbitro(s): Igor Fedotov | Asistencia: 17 200 espectadores Árbitro(s): Igor Fedotov |

| 13 de marzo de 2014 | Tom Tomsk (1)                      | 2–1 | Tyumen (3) | Trud, Tomsk                                                |                                                            |
|                     | Saláta 12' · Portnyagin 59' (pen.) |     | Fursin 80' | Asistencia: 2 500 espectadores Árbitro(s): Alexei Nikolaev | Asistencia: 2 500 espectadores Árbitro(s): Alexei Nikolaev |

## Cuartos de final
En esta ronda entran los ocho ganadores de los octavos de final. Los partidos se disputaron entre el 26 y 27 de marzo de 2014.
| 27 de marzo de 2014 | CSKA Moscú (1)  | 1–0 | Terek Grozny (1) | Arena Khimki, Moscú                                             |                                                                 |
|                     | Schennikov 111' |     | Komorowski 79'   | Asistencia: 8 000 espectadores Árbitro(s): Vladislav Bezborodov | Asistencia: 8 000 espectadores Árbitro(s): Vladislav Bezborodov |

| 26 de marzo de 2014 | Krasnodar (1)                         | 3–0 | Tosno (3) | Kuban, Krasnodar                                         |                                                          |
|                     | Ari 11' · Mamayev 16' · Wánderson 62' |     |           | Asistencia: 12 000 espectadores Árbitro(s): Igor Fedotov | Asistencia: 12 000 espectadores Árbitro(s): Igor Fedotov |

| 26 de marzo de 2014 | Rostov (1)                                   | 3–0 | Rotor Volgograd (2) | Olimp – 2, Rostov del Don                                     |                                                               |
|                     | Gațcan 9' · Ananidze 60' · Dzyuba 76' (pen.) |     |                     | Asistencia: 11 000 espectadores Árbitro(s): Timur Arslanbekov | Asistencia: 11 000 espectadores Árbitro(s): Timur Arslanbekov |

| 26 de marzo de 2014 | Tom Tomsk (1)  | 1–1 | Luch-Energiya Vladivostok (2) | Spartak, Novosibirsk                                    |                                                         |
|                     | Portnyagin 33' |     | Romanovich 45' · Klopkov 62'  | Asistencia: 700 espectadores Árbitro(s): Kiril Levnikov | Asistencia: 700 espectadores Árbitro(s): Kiril Levnikov |

## Semifinales
Esta ronda la disputan los cuatro clasificados de cuartos de final. Los partidos se disputaron el 16 y 17 de abril de 2014.
| 16 de abril de 2014 | CSKA Moscú (1) | 0–1 | Krasnodar (1) | Arena Khimki, Moscú                                      |                                                          |
|                     |                |     | Wánderson 28' | Asistencia: 6 000 espectadores Árbitro(s): Mijaíl Vilkov | Asistencia: 6 000 espectadores Árbitro(s): Mijaíl Vilkov |

| 17 de abril de 2014 | Rostov (1)                                      | 3–1 | Luch-Energiya Vladivostok (2) | Olimp – 2, Rostov del Don                                     |                                                               |
|                     | Gațcan 13' · Ananidze 27' · Dzyuba 90+5' (pen.) |     | Romanenko 39'                 | Asistencia: 14 500 espectadores Árbitro(s): Aleksandr Yegorov | Asistencia: 14 500 espectadores Árbitro(s): Aleksandr Yegorov |

## Final
| 8 de mayo de 2014 | Krasnodar (1)                                                          | 0–0 (t. s.)(5–6 p.)        | Rostov (1)                                                        | Anzhi-Arena, Kaspiysk                                      |  |
|                   |                                                                        |                            |                                                                   | Asistencia: 19 500 espectadores Árbitro(s): Sergei Karasev |  |
|                   |                                                                        | Tiros desde el punto penal |                                                                   |                                                            |  |
|                   | Granqvist · Abreu · Laborde · Joãozinho · Ari · Sigurðsson · Gazinskiy |                            | Milić · Poloz · Dyakov · Sinama Pongolle · Dzyuba · Gațcan · Lolo |                                                            |  |

## Máximos goleadores
| # | Jugador             | Goles | Club                      |
| - | ------------------- | ----- | ------------------------- |
| 1 | Jeremy Bokila       | 5     | Terek Grozni              |
| 2 | Vasili Karmazinenko | 4     | SKA-Energiya Khabarovsk   |
| 2 | Artyom Sivayev      | 4     | Zvezda Ryazan             |
| 4 | Denis Dorozhkin     | 3     | Luch-Energiya Vladivostok |